# Gustiana dispunctalis
Gustiana dispunctalis — вид еребід роду Gustiana з підродини совок-п'ядунів. Поширені в Бразилії. Раніше вважався єдиним представником монотипового роду Gaala.